# Кехра
Ке́хра (эст. Kehra) — город без муниципального статуса в волости Ания уезда Харьюмаа, Эстония. Является внутриволостным городом и административным центром волости Ания.

## География и описание
Расположен на севере Эстонии, в 25 километрах к юго-востоку от Таллина, на реке Ягала, впадающей в Финский залив.
Официальный язык — эстонский. Почтовые индексы: 74301, 74305, 74306, 74307, 74315, 96114.
Различают следующие части города: Вана-Асула (на севере), Уус-Асула (на юге), Пыргупыхья (на западе) и поселение Юлейыэ (на правом берегу реки Ягала). Пригородами Кехра (приграничными деревнями) можно считать Лехтметса (у шоссе Таллин— Козе) и Юлейыэ (у дороги Соодла—Википалу).
Рядом с городом, к северу, расположен охраняемый государством дендрарий Матса (Matsi dendraarium, 1,7 га; более 360 таксонов деревьев и кустарников, первые растения были высажены Олафом Шмейдтом (Olaf Šmeidt) в 1965 году).

## Население
По данным переписи населения 2021 года, в городе проживали 2759 человек, из них 1506 (54,8 %) — эстонцы.
Численность населения города Кехра по данным переписей населения:
| Год  | 1950 | 1959   | 1970   | 1979   | 1989   | 2000   | 2011   | 2021   |
| ---- | ---- | ------ | ------ | ------ | ------ | ------ | ------ | ------ |
| Чел. | 1403 | ↗ 2823 | ↗ 3613 | ↗ 3679 | ↗ 4053 | ↘ 3224 | ↘ 2889 | ↘ 2759 |

## История
В датской поземельной книге 1241 года впервые упоминается деревня Кехра (Kether), расположенная на северной окраине современного города Кехра (в настоящее время это часть деревни Паазику).
Между 1620 и 1637 годами была построена мыза Кеддер (нем. Kedder). В конце XIX — начале XX века на мызе были водяная мельница, водочная фабрика и паровая мельница, чуть дальше от неё — кирпичный завод и печь для обжига извести.
В 1876 году была построена железнодорожная станция (электропоезда в Таллин стали ходить с 1974 года). В 1920-х — начале 1930-х годов в Кехра были построены дачи, в 1933 году возникший рядом с железнодорожной станцией посёлок и мызный центр были признаны летним курортом.
Со строительством сульфатно-целлюлозного завода (1936—1938 годы) Кехра стал рабочим посёлком, в 1945 году получил статус городского посёлка. В 1950 году была построена бумажная фабрика, а в 1957 году — цех по производству бумажных пакетов.
В 1960—1970-е годы Кехраская бумажная фабрика была реконструирована. Бо́льшая часть эстонской целлюлозы и около 40% бумажной продукции производилось в Кехра. С 1941 по 1987 год население города увеличилось почти в 5,8 раза (бо́льшая часть рабочей силы для бумажной фабрики была привезена из России).
Статус города Кехра получил в 1993 году. С 1991 по 2002 год Кехра имел статус самоуправления, в настоящее время это город в составе муниципалитета.

## Экономика и инфраструктура
В городе работает целлюлозно-бумажный комбинат. Планируется постройка станции комбинированного производства электрической и тепловой энергии . Есть железнодорожная станция на линии Таллин — Раквере— Йыхви — Нарва.
В Кехра есть гимназия, которая работает с 1946 года. Она возникла на базе деревенской школы, основанной в 1850 году. В 2002/2003 учебном году в школе насчитывалось 706 учащихся, в 2009/2010 учебном году — 350. У городе работают Школа искусств (в 1962–1991 годах — Кехраская музыкальная школа), почтовое отделение, Культурный центр волости Ания, Спортивный центр волости Ания, молодёжный центр, городская библиотека, любительский театр «Кехра Нукк» («Kehra Nukk»), центр здоровья и социальный центр. Хорошо известен Кехраский гандбольный клуб «HC Kehra». Действует баптистская община. 
В здании бывшей железнодорожной станции работает Кехраский музей.
Крупнейшие работодатели города Кехра по состоянию на 31 сентября 2022 года:
| Предприятие/организация          | Вид деятельности                             | Численность работников |
| -------------------------------- | -------------------------------------------- | ---------------------- |
| HORIZON Tselluloosi ja Paberi AS | Производство бумаги и картона                | 347                    |
| Волостная управа Ания            | Орган государственного управления            | 87                     |
| Kehra gümnaasium                 | Гимназия                                     | 85                     |
| Anija valla lasteaiad            | Детский сад                                  | 80                     |
| KP Factory OÜ                    | Производство писчебумажных изделий           | 46                     |
| Kehra Kunstidekool               | Музыкально-художественная школа              | 28                     |
| Kehra Sotsiaalkeskus             | Социальные услуги без обеспечения проживания | 17                     |
| Kehra Tervisekeskus OÜ           | Предоставление общемедицинской помощи        | 16                     |

## Галерея
- Кехраский целлюлозный завод в 1940 году
- Кехраский целлюлозный завод в 2021 году
- Здание железнодорожной станции Кехра
- Здание волостной управы Ания
- Гимназия Кехра
- Река Ягала в Кехра
- Мураль на стене сарая на улице Пыхья
(авторы: Vahur Agar, Helena Hanni)
- Кехра: видео с дрона, ноябрь 2021 года

### Комментарии
1. ↑  Эстонские топонимы, оканчивающиеся на «-а», как правило, не склоняются (исключение — Нарва)